# Anomala simillima
Anomala simillima är en skalbaggsart som beskrevs av Ohaus 1897. Anomala simillima ingår i släktet Anomala och familjen Rutelidae. Inga underarter finns listade i Catalogue of Life.